# Giuseppina Alongi
Giuseppina Alongi (1962) es una botánica, algóloga, profesora, taxónoma, conservadora y exploradora italiana.
Desarrolla actividades académicas y científicas en el Departamento de Ciencias Biológicas, Geológicas y Ambientales, Sección de Biología Vegetal, Universidad de Catania.

## Algunas publicaciones
- mario Cormaci1, giovanni Furnari1, giuseppina Alongi. 2013. Ulva ardreana: a new species replacing the invalid “Ulva bifrons”. Botanica Marina 56 (4): 409–411 resumen

- d. Serio, g. Alongi, m. Catra, m. Cormaci, g. Furnari. 2006. Changes in the benthic algal flora of Linosa Island (Straits of Sicily, Mediterranean Sea). Botanica Marina 49: 135-144

- giuseppina Alongi, marcello Catra, mario Cormaci. 2001. Observations sur Cystoseira susanensis (Cystoseiraceae, Phaeophyta): une espèce méditerranéenne rare et peu connue. Cryptogamie Algologie 20 (1): 25–33 resumen

- g. Furnari, m. Cormaci, g. Alongi. 1996. Lithopkyllum frondosum (Dufour) comb. nov. (Corallinaceae, Rhodophyta): the species to which Mediterranean ' Pseudolithophyllum expansum should be referred. Eur. J. Phycol 31: 117-122, 11 figs.

- g. Giaccone, g. Alongi, f. Pizzuto, a. Cossu. 1994. La vegetazione marina bentonica sciafila del Mediterraneo: III. Infralitorale e circalitorale. Proposte diaggiornamento. Bollettino dell'Accademia Gioenia Scienze Naturalli 27, 201–227.

- m. Cormaci, g. Furnari, g. Alongi, d. Serio. 1994. On three interesting marine red algae (Ceramiales, Rhodophyta) from the Mediterranean Sea. G. Bot. Ital. 128: 1001–1006.

- ------------, -------------, d. Serio. 1991. First record of the austral species Plocamium (Gigartinales, Rhodophyta) from the Mediterranean Sea. Cryptogamie, Algologie 12: 235-244.

### Libros
- giuseppe Giaccone, giuseppina Alongi, claudio Battelli, marcello Catra, lia angela Ghirardelli, anna Pezzino, stefania Stefani. 2003. Guida alla determinazione delle alghe del Mediterraneo: Alghe azzure (Cyanophyta o Cyanobacteria) (in ambiente naturale o biodeteriogeni su monumenti lapidei) parte 1. Publicó Pubblicazioni del Dipartimento di botanica dell'Università di Catania, 92 p.

- g. Furnari, g. Giaccone, m. Cormaci, g. Alongi, d. Serio. 2003. Biodiversita` marina delle coste italiane: catalogo del macrophytobenthos. Biologia Marina Mediterranea 10: 1–482

- g. Giaccone, g. Alongi, f. Pizzuto, a. Cossi. 1994. La vegetazione marina bentonica fotofila del Mediterraneo: II. Infralitorale e Circalitorale. Proposte di aggiornamento. Bollettino dell' Accademia Gioenia di Scienze Naturaei, Catania, 27: 1-47.

### Capítulos de libros
- Fifteenth International Seaweed Symposium: Proceedings of the Fifteenth International Seaweed Symposium held in Valdivia, Chile, in January 1995, v. 116 de Developments in Hydrobiology. Editores Sandra C. Lindstrom, David J. Chapman, ed. ilustrada de Springer Sci. & Business Media, 534 p. ISBN 9400916590, ISBN 9789400916593.
  - p. 267-272. Summer biomass of a population of Iridaea cordata from Antarctica.

- La abreviatura «Alongi» se emplea para indicar a Giuseppina Alongi como autoridad en la descripción y clasificación científica de los vegetales.[4]